# Успењска црква на Волотовом пољу
Успењска црква на Волотовом пољу (рус. Церковь Успения на Волотовом поле) православни је храм Руске православне цркве посвећен Успењу Пресвете Богородице. Налази се у селу Волотово недалеко од града Великог Новгорода, на подручју Новгородског рејона Новгородске области, на северозападу европског дела Руске Федерације. Црква се налази на листи културног наслеђа Руске Федерације под бројем 5310105000, односно на листи листи светске баштине Унеска као део комплекса Историјски споменици Новгорода и околине.

## Историјат и архитектура
Волотовска црква је подигнута 1352. године на узвишењу уз обалу Малог Волховеца, а на иницијативу тадашњег новгородског архиепископа Мојсија. Године 1363. завршено је фрескописање целе црквене унутрашњости. Дуго времена се веровало да су фреске дело византијског фрескописца Теофана Грка, али је каснијим истраживањима утврђено одступање од Теофановог стила и фреске Волотовске цркве сматрале су се новитетом у тадашњој руској иконографији.
Волотовска црква је четвероугаона грађевина са једном куполом и једном ниском апсидом и грађена је од црвене цигле. Током XVII века у западном делу је саграђен четвероугаони звоник.
Црква је током историје у више наврата рушена, прво током шведске окупације 1611—1617. током Смутних времена, а велика оштећења црква је доживела 1825. у великом пожару до којег је дошло услед удара грома.
Током Другог светског рата црква се пуних 29 месеци налазила на линији разграничења између совјетских и немачких армија и у том периоду била је непрекидном метом артиљеријских напада са обе стране. Током ратних дејстава уништено је преко 350 м² оригиналних средњовековних фреска, а на црквеним рушевинама сакупљено је више од 1,7 милиона фрагмената оригиналних фресака.
Процес рестаурације фресака започео је током августа 1993. године на новгородском конзерваторском институту. Радови на обнови храма започели су 2001. године, а већини средстава за градњу храма обезбедила је немачка страна.
Црква је свечано отворена 28. августа 2003. године и данас углавном егзистира као објекат музејског типа.
- Фотографија цркве из 1862.
- Унутрашњост 1
- Фрагменти обновљених фресака